# Lindab Arena
Lindab Arena je športna dvorana, v Ängelholmu, Švedska. Nadomestila je staro dvorano oktobra 2008, njena kapaciteta je 5.150 gledalcev. Kot domačo dvorano jo uporablja hokejski klub Rögle BK.

## Zgodovina
Bivša Lindab Arena, do 2008 znana kot Ängelholms Ishall, se je nahajala na isti lokaciji. Njena kapaciteta je bila 4.600 gledalcev, zgrajena pa je bila leta 1983, ko je stari Vegeholms Ishall pogorel do tal v požaru leta 1981 (zgrajen 1963).